# Монтереале
Монтереале (итал. Montereale) — коммуна в Италии, расположена в регионе Абруццо, подчиняется административному центру Л’Акуила.
Население составляет 2803 человека (на 2005 г.), плотность населения составляет 26,84 чел./км². Занимает площадь 104,44 км². Почтовый индекс — 67015. Телефонный код — 0862.
Покровителем населённого пункта считается Sant’Andrea. Праздник ежегодно празднуется 13 сентября.